# Hemichromis fasciatus
Hemichromis fasciatus è un pesce d'acqua dolce, appartiene alla famiglia Cichlidae.

## Descrizione
A volte, la specie presenta sui fianchi cinque grosse macchie rotonde e scure, delle quali la prima si trova dopo l'opercolo branchiale e l'ultima sul peduncolo caudale, attorno al quale, talvolta, si formano piccoli punti scuri. La parte inferiore del corpo, dal mento al centro della coda, fino alla metà della pinna anale, presenta a volte una intensa colorazione rossa. Il colore del dorso va dal beige al marrone scuro, i fianchi sono argentei. Di solito, la pinna caudale e la anale sono trasparenti. La specie raggiunge una lunghezza di 18 cm.

## Comportamento in acquario
Questi pesci sono da considerarsi dei predatori e, secondo un giudizio molto diffuso, sono aggressivi ed intolleranti. Tuttavia Hemichromis fasciatus è molto interessante da allevare. È raro che rapidità, voracità ed intelligenza, per quanto si possa parlare di intelligenza in un pesce, si combinino in modo così sorprendente. La prepotenza unita all'istinto di conservazione è molto forte e spesso questi caratteri costituiscono un pericolo per la specie stessa o una forma di autocontrollo in mancanza di nemici naturali.
Tutte e tre le specie appartenenti al genere (H. fasciatus, H. elongatus e H. frempongi) possono essere definite solitarie. Fino al raggiungimento della maturità sessuale esse vogliono ottenere tutto ciò che si può combattere o divorare. Persino esemplari della stessa covata, di taglia quasi uguale, sono vittime di tale voracità. Due pesci adulti e propensi alla deposizione vivono, invece, in armonia; stabiliscono un solido legame, occupano un territorio e tollerano coinquilini piccoli di altre specie. In natura, il territorio occupa una superficie di circa 18-25 metri quadrati.

## Allevamento
In acquario, la superficie di fondo a disposizione deve essere molto ampia, se si vuole dare la possibilità di sopravvivenza anche ad altre specie. Senza correre pericoli, è possibile allevare solo esemplari singoli o coppie pronte alla riproduzione.

## Habitat naturale
Si estende dal Senegal fino al Camerun attraverso il Mali, la Guinea-Bissau, la Sierra Leone, la Liberia, la Costa d'Avorio, la Guinea, l'Alto Volta, la Repubblica Centrafricana, il Ciad, il Togo, il Ghana e la Repubblica del Benin.
H. fasciatus popola fiumi e corsi d'acqua piccoli e grandi, dai valori più disparati; vive persino in zone d'acqua salmastra.

## Fonti
- (Ciclidi dell'Africa occidentale) Horst Linke - Wolfgang Staeck